# Иэракс (эсминец)
Эскадренный миноносец D-36 Иэракс (греч. Ιέραξ — «сокол») принял участие в Балканских войнах, Первой мировой и Второй мировой войнах.
Первоначально эсминец, как и 3 других корабля серии, был заказан на верфи Camell Laird Ливерпуля военно-морским флотом Аргентины, и ему было дано имя Santa Fé.

## История корабля
В 1912 году, перед надвигающимися Балканскими войнами, почти готовые к сдаче, корабли были выкуплены в срочном порядке правительством Греции по цене 148 000 фунтов каждый.
Другими кораблями этой серии греческих эсминцев были «Леон» (греч. Λέων — «лев»), «Пантир» (греч. Πάνθηρ — «пантера») и «Аэтос» (греч. Αετός — «орёл»). В силу данных им имён, за этой серией эсминцев на греческом флоте закрепилось имя «Звери» (греч. Θηρία — «звери», «хищники»).
Корабль был перегнан иностранным экипажем из Англии в Палермо, Сицилия, где его принял греческий экипаж, под командованием капитана А. Миаулиса.
В ходе Балканских войн были приобретены только основные боеприпасы (3000 снарядов). В силу того что флот не мог обеспечить эти корабли торпедами, они назывались в этот период не эсминцами, а разведывательными кораблями.
21 октября / 3 ноября 1912 года, под командованием капитана А. Врацаноса, «Иэракс», вместе с эсминцем «Аэтос», освободил остров Псара.
Отмечено, что капитан эсминца был потомком героя Греческой революции и уроженца острова Псара брандериста Врацаноса.
Турецкий гарнизон и поселённое здесь после резни 1824 года турецкое население не оказали сопротивление и 4 тысячи турок сдались без боя греческим морякам. Но единственный снаряд, который выпустил «Аэтос» для устрашения, расчленил местного муфтия.
3/16 декабря 1912 года «Иэракс» вместе с другими тремя «Зверями» в составе греческого флота ведомого флагманом броненосцем Авероф под командованием адмирала Кунтуриотиса принял участие в греческой победе над турецким флотом у Элли.
9/22 декабря все четыре «Зверя» и подводная лодка «Дельфин» приняли участие в непродолжительном морском бою, перехватив пытавшихся выйти из Дарданелл турецкий крейсер «Меджидие» и 4 турецких эсминца. В ходе этого боя Дельфин произвёл первую в мировой истории торпедную атаку подводной лодки против «Меджидие».
«Звери», наряду с 4 греческими броненосцами и 5 эсминцами, приняли участие в последовавшей греческой победе над турецким флотом у Лемноса, после которой турецкий флот не посмел более выйти из проливов.
В годы Первой мировой войны эсминец с опозданием был задействован в военных операциях Антанты, по причине первоначального нейтралитета Греции. Все четыре «Зверя» были конфискованы союзниками в октябре 1916 года, были переданы французам в ноябре и были в составе французского флота в период 1917—1918 годов.
В 1918 году корабли были возвращены Греции в плачевном состоянии и понадобилось много усилий экипажей, чтобы привести их в надлежащее состояние для выполнения задач связанных с сопровождением конвоев.
Эсминец принял участие в эвакуации греческого населения из России в ходе гражданской войны в России, а также в малоазийском походе греческой армии (1919—1922), поддерживая высадку греческой армии в Мраморном море и на малоазийском побережье Эгейского моря.
После войны «Иэракс» прошёл модернизацию в период 1925—1927 годов.
В 1925 году в Англии его 4 твердотопливных котла и 1 котёл на мазуте были заменены на 4 котла Yarrow. Одновременно изменился и его силуэт: вместо 5 дымовых труб на корабле были установлены две.
Эсминец был среди кораблей греческого флота сумевших перейти на Ближний Восток, после вторжения войск нацистской Германии в Грецию в апреле 1941 года. «Иэракс» продолжил своё участие в Второй мировой войне, базируясь в Александрии, Египет, сопровождая конвои.
В апреле 1944 года экипаж эсминца принял участие в мятеже греческой армии и флота на Ближнем Востоке. Причиной мятежа было готовившееся эмиграционным правительством и англичанами использование частей армии и кораблей флота против партизанской армии после освобождения Греции. Мятеж был подавлен англичанами и верными эмиграционному правительству частями.
По окончании войны, «Иэракс» был выведен из состава флота в 1946 году.

## Предшественники
- Иэракс (катер). Бывший Вонитса (катер), переименованный в 1865 году.

## Наследники
- Иэракс II (эсминец). Вошёл в состав флота в 1951 году.